# خورخي مولينا فيدال
خورخي مولينا فيدال (بالإسبانية: Jorge Molina Vidal)‏ (من مواليد 22 أبريل 1982) هو لاعب كرة قدم إسباني محترف يلعب مع نادي خيتافي في مركز الهجوم. بدأ فقط لعب كرة القدم الاحترافية في سن 25 مع بولي إيخيدو. وقد مثل بيتيس بشكل رئيسي في مسيرته، حيث حقق الصعود مرتين إلى الليجا وسجل 77 هدفًا في 213 مباراة في جميع المسابقات.

## وصلات خارجية
- خورخي مولينا فيدال على موقع الاتحاد الأوربي (الإنجليزية)
- خورخي مولينا فيدال على موقع إي إس بي إن إف سي (الإنجليزية)
- خورخي مولينا فيدال على موقع قاعدة بيانات كرة القدم.إي يو (الإنجليزية)
- خورخي مولينا فيدال على موقع ليكيب (الفرنسية)
- خورخي مولينا فيدال على موقع Soccerbase.com (لاعب) (الإنجليزية)
- خورخي مولينا فيدال على موقع Soccerway.com (الإنجليزية)
- خورخي مولينا فيدال على موقع AS.com (الإسبانية)

- Jorge Molina على BDFutbol
- Jorge Molina  على سكروي